# Mesocyclops pehpeiensis
Mesocyclops pehpeiensis is een eenoogkreeftjessoort uit de familie van de Cyclopidae. De wetenschappelijke naam van de soort is voor het eerst geldig gepubliceerd in 1943 door Hu.